# Ampleforth Birdforth
Ampleforth Birdforth var en civil parish från 1866 till 1887 då den blev en del av Ampleforth, i grevskapet North Riding of Yorkshire (nu North Yorkshire), i England. Civil parish var belägen 26 km från York och hade 183 invånare år 1881.